# Cratere Zähringer
Zähringer è un piccolo cratere lunare intitolato al fisico tedesco Joseph Zähringer.
È situato vicino ai confini sudorientali del Mare Tranquillitatis. A nordest si trova il sommerso cratere Lawrence, e a sudest si trovano i Montes Secchi e il cratere Secchi. Più ad est si trova il cratere Taruntius. Zähringer è una formazione circolare, a forma di scodella, con un piccolo fondo interno in mezzo alle pareti inclinate interne. Non è caratterizzato in modo marcato da impatti successivi.
Questo cratere era chiamato Taruntius E prima che l'Unione Astronomica Internazionale gli assegnasse il nome attuale.